# Слабый, Зденек
Зденек Карел Слабый (чеш. Zdeněk Karel Slabý; 9 июня 1930 — 11 марта 2020) — чешский прозаик, литературный критик, публицист и переводчик; псевдонимы Z. K. S., Kryštof Matouš.

## Биография
Окончил классическую гимназию. Во время Второй мировой войны познакомился с чешским писателем Ярославом Фогларом. В 1949—1953 годах обучался на философском факультете Карлова университета. В числе его преподавателей были чешские поэт и публицист Bohumil Mathesius, а также писатель и переводчик Václav Černý. Во время учёбы в университете начал сотрудничать с издательством Mladá fronta и радиокомпанией Československým rozhlasem. Его дипломная работа была посвящена чешскому поэту Константину Библу.
Сразу после окончания университета Зденек был в нём помощником на кафедре чешской и словацкой литературы, на которой обучался. Затем вместе со своими сокурсниками основал театр Divadlo poezie, где работали Милан Кундера, Karel Šiktanc, Miroslav Florian, Jiří Šotola и другие деятели культуры.

В 1958 году он перешёл в государственное издательство детской книги SNDK (Státní nakladatelství dětské knihy, ныне — издательство Albatros, крупнейшее чешское издательство, ориентированное на выпуск книг для детей и подростков), где был редактором. Позже стал главным редактором журнала Zlatý máj («Золотой май»). Затем снова работал в издательстве Albatros, после чего в 1990 году повторно вернулся в журнал «Золотой май».
В 1991 году Зденек Слабый стажировался в Международном институте детской книги в Осаке.

### Семья
Жена — Dagmar Lhotová, сын — Petr Slabý (род. 1963), сценарист, режиссёр и музыкальный журналист.

## Экранизации
- 1971 — Три банана — мультфильм киностудии «Союзмультфильм».
- 1971 — Кукушка в тёмном лесу — фильм, сценарий написан по документальной книге Зденека Слабого «Дети со знаком» («Děti s cedulkou»).